# 2080 Jihlava
A 2080 Jihlava (ideiglenes jelöléssel 1976 DG) a Naprendszer kisbolygóövében található aszteroida. Paul Wild fedezte fel 1976. február 27-én.